# 斑胸斑啄木

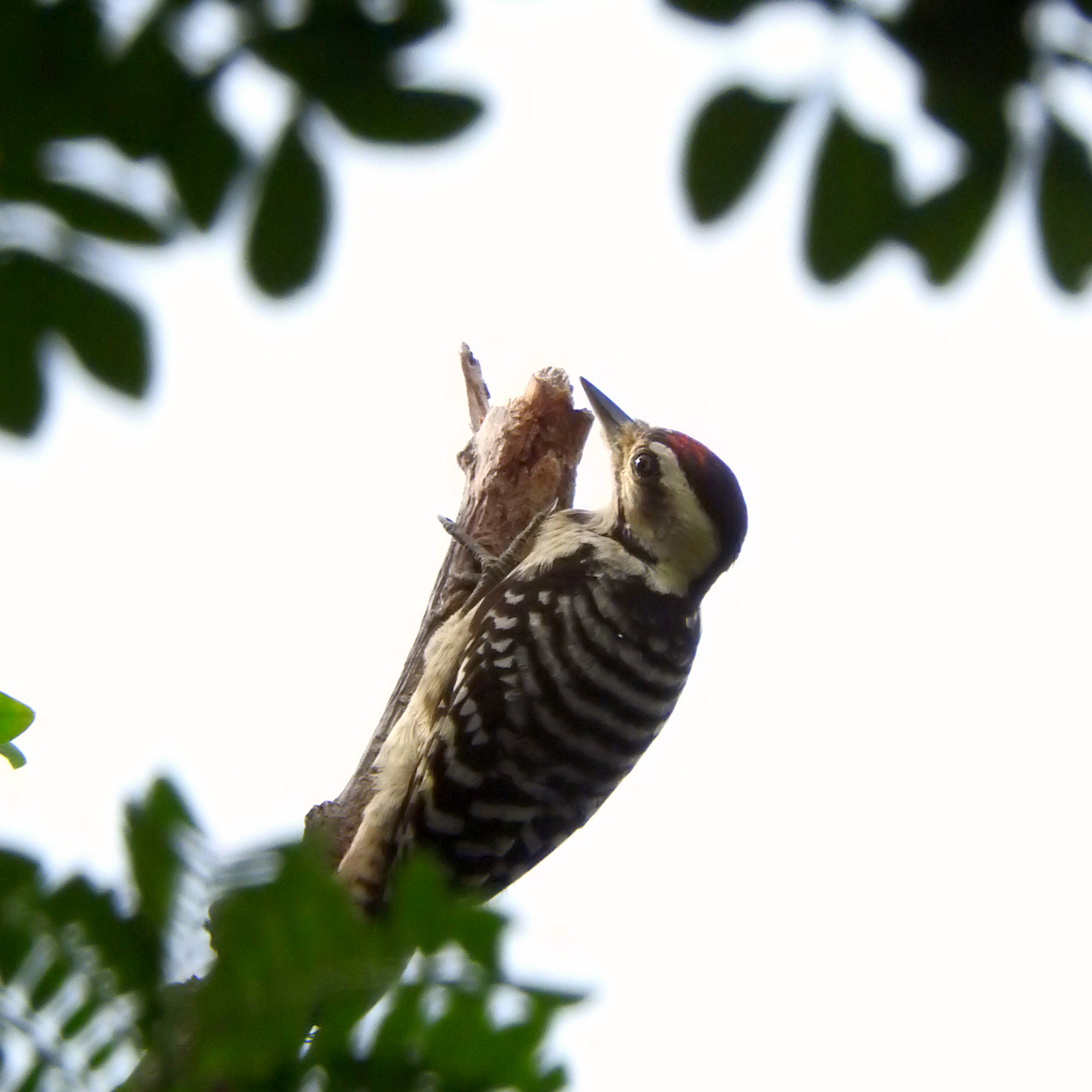
該鳥在榆树（Samanea saman）的枝幹上觅食。位於印度尼西亚三寶壟。

，屬於啄木鸟科啄木鸟属。該鳥主要分布于印度尼西亚、老挝、缅甸、泰国、柬埔寨和越南。 

## 描述
此鳥種屬中型鳥類，其羽色紋理獨特。背部為黑色，佈滿密集白色條紋；尾下覆羽為紅色；胸腹部呈棕色，並於側面呈現淺色條紋；臉部為白色，並以黑色條紋環繞。雄鳥頭頂呈紅色，額頭橙色；雌鳥則為黑色，兩性眼睛皆為黑色。

## 棲息地
該鳥自然棲息地包括旱生闊葉林，山地森林，以及常綠闊葉林。

## 外部連結
- 维基共享资源上的相關多媒體資源：斑胸斑啄木
- 維基物種上的相關：斑胸斑啄木